# Jacob Folkema
Jacob Folkema (Dokkum, 18 augustus 1692 - Amsterdam, 3 februari 1767) was een Noord-Nederlands graveur.

## Biografie
Jacob Folkema werd geboren in Dokkum als zoon van Johannes Jacobsz. Folkema (ook: Folckama, †1735), goud- en zilversmid en graveur, en Brechtje Jacobs Faber (†Amsterdam, 1728). Hij had twee zussen, Fopje (1690-1752) en Anna (1695-1768). Zijn vader, afkomstig uit Makkum, en zijn moeder, afkomstig uit Enkhuizen, waren in Dokkum op 23 maart 1684 getrouwd. Rond 1708 verhuisde het gezin Folkema naar Amsterdam, waar het ging wonen aan de Westermarkt. Jacob Folkema werd door zijn vader opgeleid en werkte veel met zijn zussen samen. Hij was tevens leerling van Bernardus Picart en leraar van Pieter Tanjé.

## Werk van Folkema

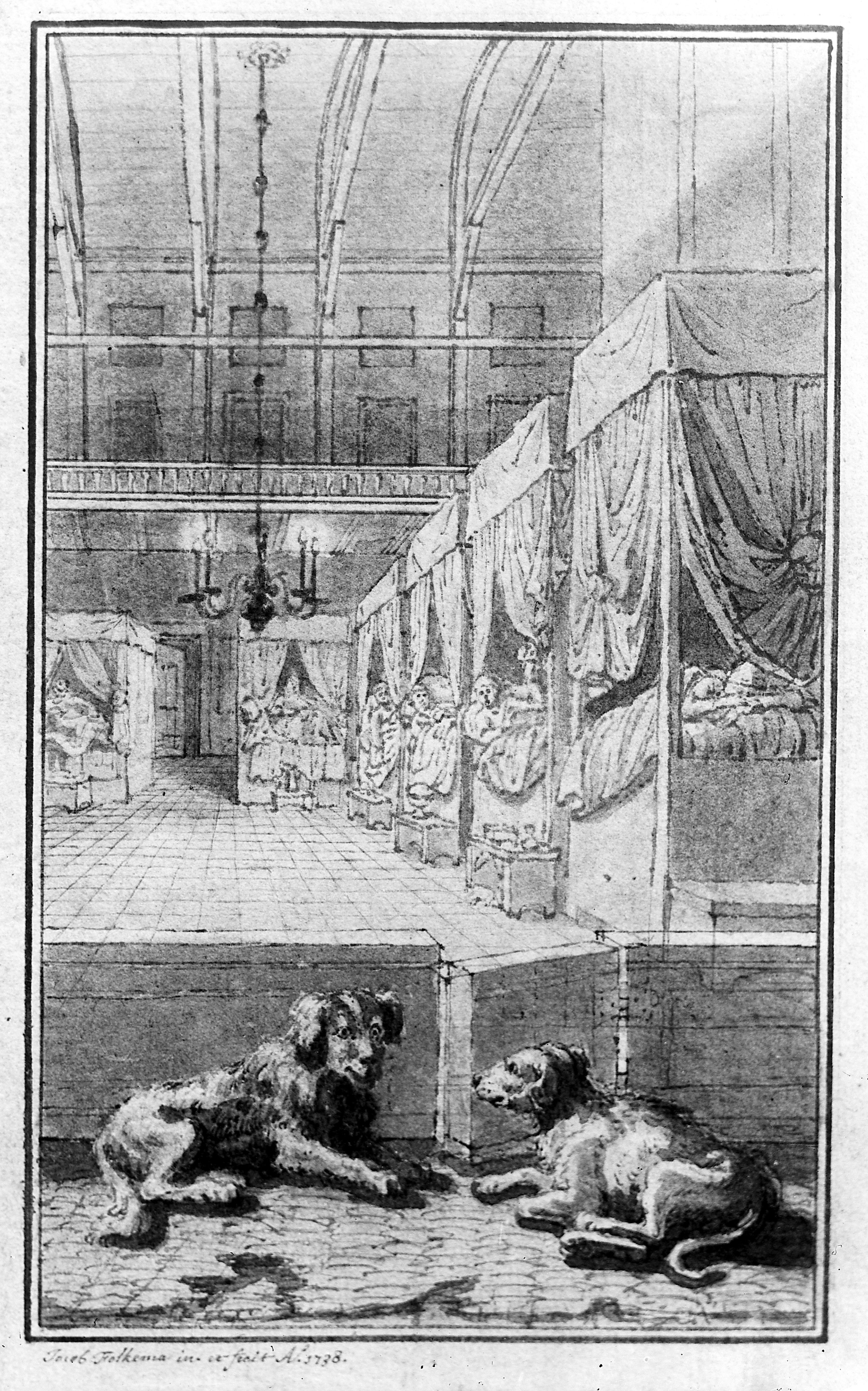
Een ziekenhuis in Amsterdam in 1738
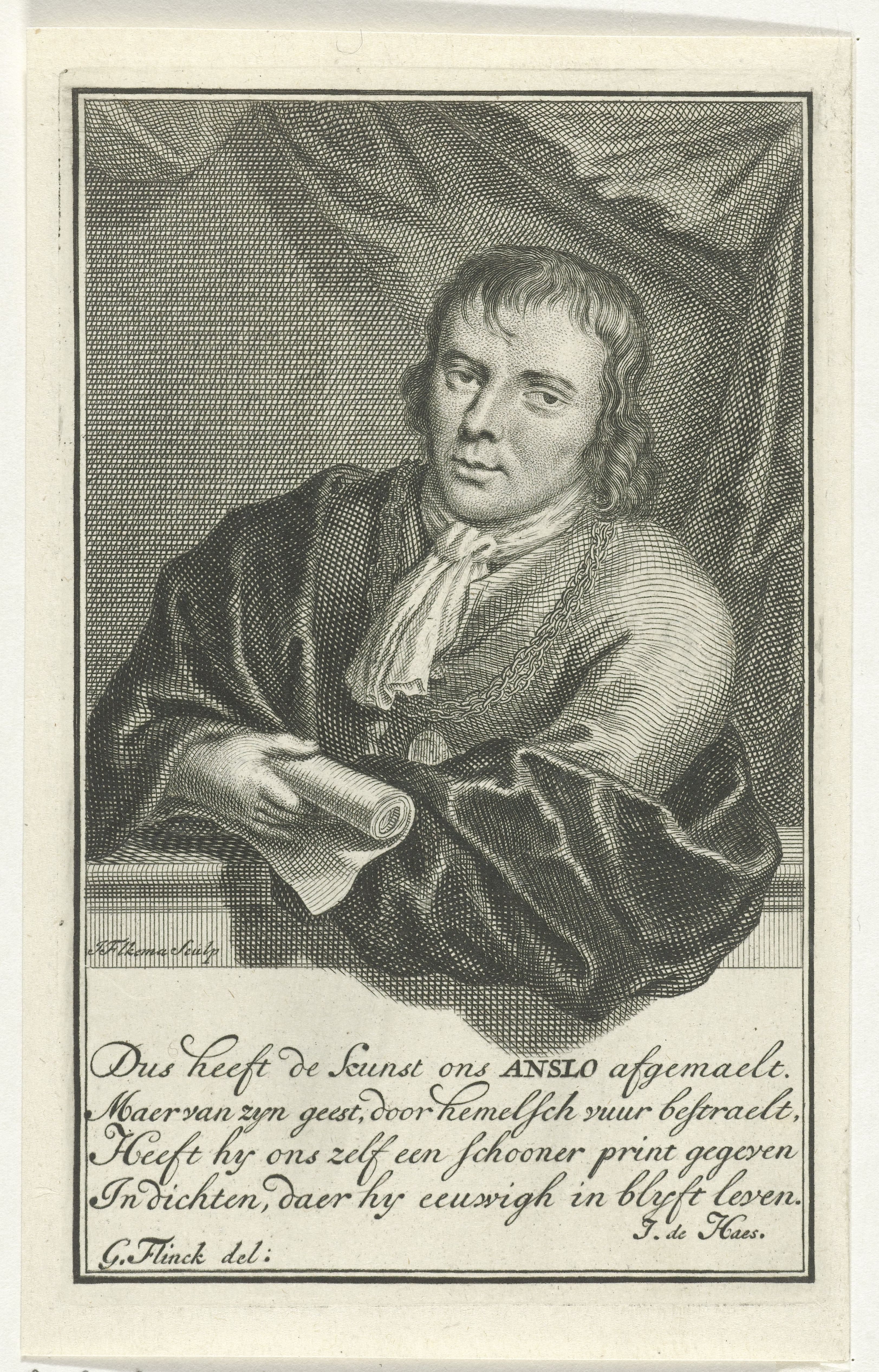
Portret van Reyer Anslo, naar een tekening van Govert Flinck
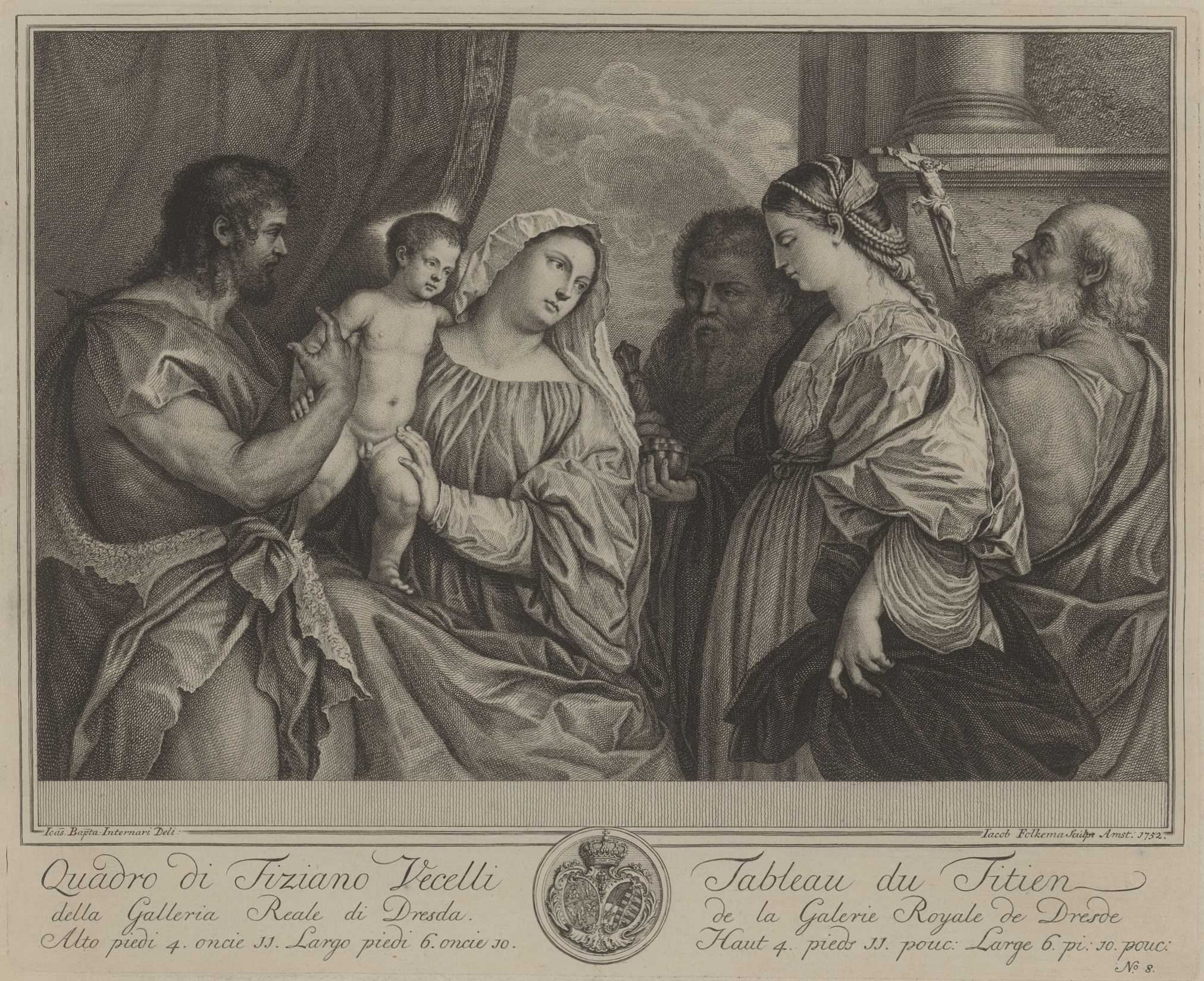
Maria met kind en heiligen, naar Titiaan

- Biblioteca Nacional de España: XX1522807
- Bibliothèque nationale de France: cb123827152 (data)
- Biografisch Portaal: 68280212
- Digitale Bibliotheek voor de Nederlandse Letteren: folk008
- Stuttgart Database of Scientific Illustrators 1450–1950: 887
- Gemeinsame Normdatei: 122076044
- International Standard Name Identifier: 0000 0001 1567 1083
- KulturNav: fffa59a6-6a38-4eae-aab9-e78eeebe3102
- Library of Congress Control Number: nr94014451
- Nationale Bibliotheek van Tsjechië: mzk2009510446
- Nationale Bibliotheek van Israël: 987007261125205171
- Nationale Bibliotheek van Polen: a0000002423665
- Nederlandse Thesaurus van Auteursnamen: 069781389
- Réseau des bibliothèques de Suisse occidentale: 02-A003250386
- RKD-Nederlands Instituut voor Kunstgeschiedenis: 28478
- LIBRIS: 332807
- SNAC: w6pt1jdp
- Système universitaire de documentation: 032883803
- Union List of Artist Names: 500043502
- Virtual International Authority File: 36999435
- WorldCat: E39PBJrWBhTXTDgccB6Jb7TmBP